# Esta noche me emborracho
Esta noche me emborracho es un tango cuya letra y música pertenecen al autor argentino Enrique Santos Discépolo y que fue estrenado por Azucena Maizani el 22 de marzo de 1928 en el Teatro Maipo de Buenos Aires. El tango tuvo amplia aceptación e hizo trascender a partir de allí la figura y la obra de Discépolo; diversos intérpretes lo grabaron desde ese mismo año, comenzando por el registro del cantor Alberto Vila del 2 de abril de 1928. La letra relata las vivencias en torno al envejecimiento y a la muerte que le provocó ver a una mujer, ya avejentada, decadente, a quien había conocido años atrás cuando era joven y hermosa.

## El autor
Enrique Santos Discépolo (Buenos Aires, 27 de marzo de 1901 - Buenos Aires, 23 de diciembre de 1951) fue un compositor, músico, dramaturgo y cineasta argentino. Entre los tangos de autoría que se recuerdan especialmente se encuentran Cambalache, Chorra, Uno y Qué vachaché. También era conocido como Discepolín ya que su hermano mayor, Armando Discépolo, era un destacado director teatral y dramaturgo.

## Historia
Según Francisco García Jiménez, una noche de 1927 ya al filo del amanecer Discépolo y un amigo ven salir de un cabaret a una mujer después de terminar su trabajo como alternadora –o copera- y el poeta le pregunta asombrado ¿Es Laura? El amigo respondió afirmativamente agregando “la que fue toda para mí… Hoy somos dos extraños”, y a partir de ello comenzó a bullir en su cabeza la primera estrofa del tango. Del Priore y Amuchástegui consignan otra versión que narró Discépolo en 1947 en un programa de Radio Belgrano llamado Así nacieron los tangos. El poeta dijo que, en ocasión de estar en Córdoba acompañando a un centro de tratamiento de la tuberculosis  a un amigo que se sabía enfermo pero no hacía nada para curarse, vio a un matrimonio en el que ambos estaban tuberculosos y trataban de ocultarlo entre ellos, de aturdirse para que esa realidad no estuviera presente; recogió así, como una semilla, la idea del alcohol, del aturdimiento, de no pensar en lo que no tiene remedio y luego la trasladó en otra forma a la vida de la ciudad, al envejecimiento cuyo avance es tan inexorable e inevitable como la muerte, y la corporizó en esa joven que fue linda y ya no lo es.
Discépolo le arrimó la letra a Azucena Maizani en su ensayo y la cantante aceptó estrenarlo. Lo hizo en el cuadro Tres personas distintas y un solo corazón, de la comedia musical Bertoldo, Bertoldino y el otro, de Ivo Pelay, Luis César Amadori y Humberto Oriac, en el Teatro Maipo, que era puesta en escena por la Compañía de Grandes Revistas de Ivo Pelay, el 22 de marzo de 1928. 2ª Sección. Esta noche me emborracho tuvo amplia aceptación e hizo trascender a partir de allí la figura y la obra de Discépolo.
El Ministerio de Marina, del que dependía en ese momento el control de las radioemisoras del país, por una resolución de 1929 prohibió la difusión por ese medio de los tangos Esta noche me emborracho, Chorra y Qué vachaché de Enrique Santos Discépolo.
A partir de 1943, en el marco de una campaña iniciada por el gobierno militar que obligó a suprimir el lenguaje lunfardo, así como cualquier referencia a la embriaguez o expresiones que en forma arbitraria eran consideradas inmorales o negativas para el idioma o para el país, obligó a reformar algunas letras para permitir su difusión radiofónica. Así en Esta noche me emborracho, el contundente “Sola, fané y descangayada” fue trocado en “Sola, deslucida y averiada”.
Las restricciones continuaron al asumir el gobierno constitucional del general Perón y en 1949 directivos de Sadaic le solicitaron al administrador de Correos y Telecomunicaciones en una entrevista que se las anularan, pero sin resultado. Obtuvieron entonces una audiencia con Perón, que se realizó el 25 de marzo de 1949, y el presidente –que afirmó que ignoraba la existencia de esas directivas- las dejó sin efecto.

## Comentarios
Carlos Mina narra que en los tangos anteriores a la década de 1940 el alcohol suele aparecer como paliativo para el dolor o como paliativo frente a la pena amorosa, citando como ejemplos, además de La última copa, a Esta noche me emborracho, Tomo y obligo y Sentimiento gaucho.
Por su parte García Blaya dice que:

”Entre las temáticas habituales que encontramos en las letras de los tangos y en muchos de sus títulos, el alcohol y las libaciones tienen un lugar destacado. Es común, que los personajes, a través de los versos de esas obras, intenten explicarnos el motivo de su bebida, su necesidad de embriagarse, en un marco de inmensa tristeza. El engaño o el abandono de una mujer, son las razones más frecuentes… Existen muchísimos ejemplos en los tangos, sobre personajes que beben para olvidar, para no pensar. Lo comprobamos en La última copa, cuando el hombre pide que le llenen la copa con champán para ahogar el dolor que tiene en el alma a causa de una mujer.

Dice Ávaro Ojeda que este tango  es de un tono de decadencia digno de Goya, una pintura rítmica desde el primer verso, “Sola, fané, descangayada, que muestra que el autor ha perfeccionado el uso del lunfardo, a la vez que le aporta una sonoridad subyugante ligada a su heredada e incompleta formación musical.

## Grabaciones
En abril de 1928 lo grabó el cantor Alberto Vila el día 2; el 4 lo hizo Francisco Canaro con la voz de Charlo; el 9 la Orquesta Típica Victor hizo una versión instrumental; el día 10 lo registró Azucena Maizani acompañada por Enrique Pedro Delfino en piano y Manuel Parada en guitarra; y el 16 lo grabó Juan Maglio, Pacho, con el cantor Carlos Viván. En mayo de 1928 lo registraron Osvaldo Fresedo con el cantor Ernesto Famá el día 3; e Ignacio Corsini con guitarras el día 9. En junio el día 5 Francisco Lomuto hizo una versión instrumental; y el 26 fue grabado por Carlos Gardel para el sello Odeón acompañado por las guitarras de José Ricardo y Guillermo Barbieri. En 1929 lo grabó para el sello Electra Juan D’Arienzo con la voz de Carlos Dante; en 1942 Alberto Castillo con la orquesta de Ricardo Tanturi; en 1940 lo grabó Charlo con guitarras para el sello Odeon; en 1945 volvió a grabarlo Alberto Castillo, esta vez como solista; en 1946 lo grabó Hugo del Carril para el sello Victor, con guitarras; el mismo año vuelve a grabarlo Juan D’Arienzo, esta vez con la voz de Alberto Echagüe para el sello RCA Victor; en diciembre de 1946 lo registró Rodolfo Biagi con el cantor Carlos Saavedra para Odeon; también lo grabó Donato Racciatti con el cantor Carlos Roldán para el sello TK; y con la cantante Tania para el sello Sondor en Montevideo, el trío Irusta-Fugazot-Demare cantando Fugazot, entre otros.
En la película Carnaval de antaño (1940) dirigida por Manuel Romero, Charlo canta Esta noche me emborracho.

## El tango en el recuerdo de Tania
Tania contó que estuvo en el teatro el día del estreno de "Esta noche me emborracho" y si bien la desilusionó la forma en que se vestía Maizani – de hombre, con saco y lengue- le agradó tanto el tango que lo incorporó a su repertorio. A José Razzano le agradaba cómo cantaba Tania y se lo comentó a Discépolo, que fue a ver el espectáculo, pero esa noche Tania intencionadamente no cantó aquella pieza. Discépolo volvió otras noches, comenzó a enviarle flores, bombones, y finalmente fueron a vivir juntos hasta la muerte del poeta.

## Aclaratoria sobre algunos lunfardismos
- Descangayar o descangallar = provendría del gallego escangallar que significa descoyuntar, fatigarse mucho o del portugués escangalhar, romper, estropear; es posible que al cruzarse con la voz española descuajeringar se haya llegado a la grafía actual.[13]
- Fané = palabra francesa que significa fuera de moda y, figuradamente, marchito.
- Rajar = derivación del argotismo español najar que tiene el significado de huir.[14]
- Requiesca in pache: fonetización y sustantivación de la expresión latina Requiescat in pace, con la que se inicia una oración que se ofrenda a los difuntos, que en el caso indica el grado de postración de la persona.[15]
- Mamao = mamado, borracho.